# Charles-Bretagne-Marie de La Trémoille
Charles VI Bretagne Marie de La Trémoille, né le 24 mars 1764 à Paris (Saint-Jacques du Haut pas) où il est mort le 10 novembre 1839, est le fils de Jean Bretagne Charles de La Trémoille et de Marie-Maximilienne princesse de Salm-Kirbourg.

## Titres
- 1792-1839 : 9e duc de Thouars, duc de La Trémoille, prince de Tarente et comte de Laval. Il est nommé colonel en 1789. Émigré, il rejoint Condé et l’armée des émigrés. Il devient lieutenant général en 1824.

## Descendance
Il épouse le 10 juillet 1781, Louise-Emmanuelle de Châtillon, dame de Wideville. Elle est née le 3 juillet 1763 à Paris et est morte entre le 22 juin et le 4 juillet 1814 à Saint-Pétersbourg. C’est la fille de Louis Gaucher, duc de Châtillon (Mauléon) et d’Adrienne Émilie Félicité de La Baume Le Blanc, dame de Pagny et de Wideville. Elle est la petite-fille de Louis César de La Baume Le Blanc, duc de La Vallière.
Louise-Emmanuelle devient en mai 1785 dame du palais de la reine Marie-Antoinette. Le 10 août 1792, elle est témoin de la prise des Tuileries, arrêtée et incarcérée à la prison de l'Abbaye, elle sera finalement libérée malgré les massacres de septembre 1792 et émigrera en Angleterre à Londres.
Elle deviendra écrivain et elle partira en compagnie de son beau-frère Marie-François-Emmanuel de Crussol pour la cour de Russie dès mars 1797, elle deviendra d’ailleurs dame d’honneur de la tzarine Maria Feodorovna. Ils eurent 1 fille :
- Caroline de La Trémoïlle, née le 26 octobre 1788 à Paris et morte le 15 février 1791.

Le 9 juin 1817 Charles Bretagne Marie de La Trémoille épouse en secondes noces Marie Virginie de Saint-Didier. Elle mourra le 16 janvier 1829. Ils eurent 2 filles :
- Charlotte de La Trémoïlle, née le 8 octobre 1825 à Paris et morte le 21 décembre 1879 à Paris. Elle épousera le 6 septembre 1843 le baron Franciscus Johannes de Wijkerslooth.
- Éléonore de La Trémoïlle, née le 17 janvier 1827 et morte le 26 novembre 1846 à Paris. Elle épousera le 21 mars 1844 le prince Frédéric V de Salm-Kyrbourg.

Enfin le 14 septembre 1830, après deux veuvages, il se remarie avec Valentine Eugénie Joséphine Walsh de Serrant (née le 7 mars 1810 et morte le 10 septembre 1887), petite-fille de  François Jacques Walsh de Serrant, et héritière du château de Serrant en Anjou. « une tournure élégante et un esprit original (qui) a passé sa vie à ne croire ni à Dieu ni à diable et donnait bien l’idée d’une de ces grandes dames voltairiennes du siècle dernier » (Henri de Breteuil, op. cit., p. 153).
Ils eurent 2 enfants :
- Marie-Henriette de La Trémoille, née en 1833 et morte en 1890. Elle épousera André de Grandmange (1832-1896),
- Louis Charles de La Trémoille, qui continue la lignée ducale.